# Gustav Nossal
Sir Gustav Victor Joseph Nossal (Bad Ischl, 4 giugno 1931) è un biologo e immunologo austriaco naturalizzato australiano famoso per i suoi contributi nel campo della formazione degli anticorpi, della teoria della selezione clonale e della tolleranza immunologica.

## Biografia
Gustav Nossal nacque a Bad Ischl da una famiglia austriaca di religione ebraica: dal momento che suo nonno era ebreo, egli fu costretto, insieme all'intera compagine famigliare, a lasciare l'Austria nel 1939, un anno dopo l'Anschluss, e a recarsi  in Australia per sfuggire alle persecuzioni naziste antisemite. In un'intervista rilasciata ad Adam Spencer, Nossal ha rimarcato come, nonostante suo padre fosse stato battezzato secondo il rito cattolico quando era bambino, la famiglia sia stata considerata comunque di religione ebraica in virtù delle credenze del nonno.
Nossal mostrò un notevole interesse nei confronti delle scienze mediche sin dall'età di sette anni. Nel 1948 entrò alla Sydney Medical School, dove si laureò con il massimo dei voti conseguendo dapprima il Bachelor of Science in Medicina nel 1953 e poi il Bachelor in Chirurgia nel 1955; all'età di 26 anni si trasferì a Melbourne per lavorare insieme a F. Macfarlane Burnet presso il Walter and Eliza Hall Institute of Medical Research; ottenne il suo Ph.D. nel 1960 presso l'Università di Melbourne.

## Carriera
In seguito al pensionamento di Burnet nel 1965, all'età di soli 35 anni Nossal divenne il direttore del Walter and Eliza Hall Institute, posizione che mantenne fino al 1996. Parallelamente ha ricoperto l'incarico di professore di Biologia medica presso l'Università di Melbourne. In questo periodo ebbe modo di dedicarsi alle ricerche nel campo dell'immunologia e in particolare della formazione degli anticorpi e della tolleranza immunologica. Ha scritto 5 libri e pubblicato circa 530 articoli riguardo a questi ed altri correlati argomenti.
Dal 1970 al 1973 Nossal è stato presidente dell'Unione Internazionale delle Società Immunologiche, un'istituzione di immunologia di rilevanza planetaria, e dal 1994 al 1998 presidente dell'Accademia Australiana delle Scienze. È stato inoltre membro del Prime Minister's Science, Engineering and Innovation Council dal 1994 al 1998.

## Contributi scientifici
Nel 1958, in collaborazione con lo statunitense Joshua Lederberg, dimostrò sperimentalmente che un singolo linfocita B produce un solo tipo di anticorpi, offrendo una robusta conferma alla teoria di Burnet.